# El Brujo (bande dessinée)
Pour la localité chilienne, voir El Brujo.
El Brujo est une bande dessinée espagnole illustrée par Francisco Ibáñez, appartenant à la franchise Mortadel et Filémon, éditée en 1977.

## Synopsis
Atilo Pérrez, chef de la F.E.A. (Federación Espías Asociados ; litt. Fédération des Espions Associés en français) a loué les services d'un sorcier et quelque peu maladroit, Aniceto Papandujo, pour en finir avec le Super. Grâce à sa magie, le sorcier va mettre en danger la vie du Super. Mortadel et Filémon doivent le protéger et arrêter le sorcier avec ses sortilèges tels qu'un miroir qui fait disparaître celui qui le regarde, une porte qui mène à la préhistoire ou une petite balle qui transforme son propriétaire en grenouille.